# Moulton, Lincolnshire
Moulton är en by i The Moultons i South Holland i Lincolnshire, England. Byn ligger 57,8 km 
från Lincoln. Orten har 1 556 invånare (2016). Byn nämndes i Domedagsboken (Domesday Book) år 1086, och kallades då Multune.